# Halleorchis aspidogynoides
Espèce
Halleorchis aspidogynoides Szlach. & Olszewski est une espèce de plantes à fleurs de la famille des Orchidaceae (les orchidées) et du genre Halleorchis – la seule espèce du genre – , présente en Afrique centrale.

## Description
C'est une herbe rhizomateuse qui peut atteindre 34 cm de hauteur.

## Distribution
Relativement rare, l'espèce n'est connue qu'à travers deux collections, l'holotype récolté par Nicolas Hallé en 1961 à Bélinga au Gabon, à une altitude de 850-950 m, l'autre spécimen trouvé par René Letouzey en 1973 au Cameroun près de Mebande dans la Région du Sud.